# أنجيلو دوكينز
أنجيلو دوكينز (بالإنجليزية: Angelo Dawkins) هو مصارع محترف أمريكي، ولد في 24 يوليو 1990 في سينسيناتي في الولايات المتحدة.توفي في 19 يونيو 2024

## وصلات خارجية
- أنجيلو دوكينز على موقع دبليو دبليو إي (الإنجليزية)
- أنجيلو دوكينز على موقع CageMatch worker (الإنجليزية)
- أنجيلو دوكينز على موقع قاعدة بيانات المصارعة على الإنترنت (الإنجليزية)
- أنجيلو دوكينز على موقع عالم المصارعة على الإنترنت (الإنجليزية)
- أنجيلو دوكينز على موقع عالم المصارعة على الإنترنت (الإنجليزية)

- أنجيلو دوكينز على موقع IMDb (الإنجليزية)